# Cassia brewsteri
Cassia brewsteri är en ärtväxtart som beskrevs av Ferdinand von Mueller. Cassia brewsteri ingår i släktet Cassia och familjen ärtväxter. Inga underarter finns listade i Catalogue of Life.

## Bildgalleri

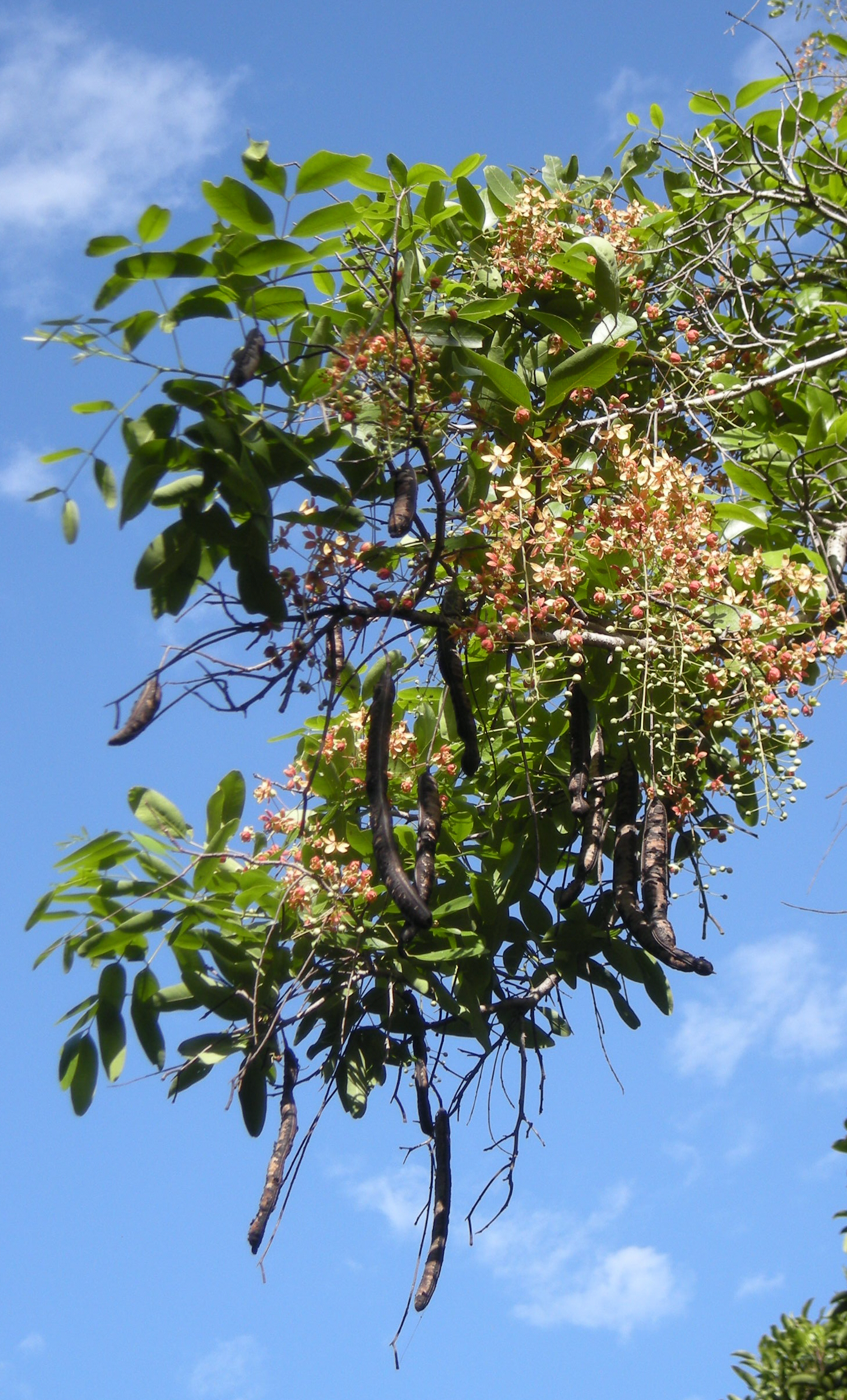
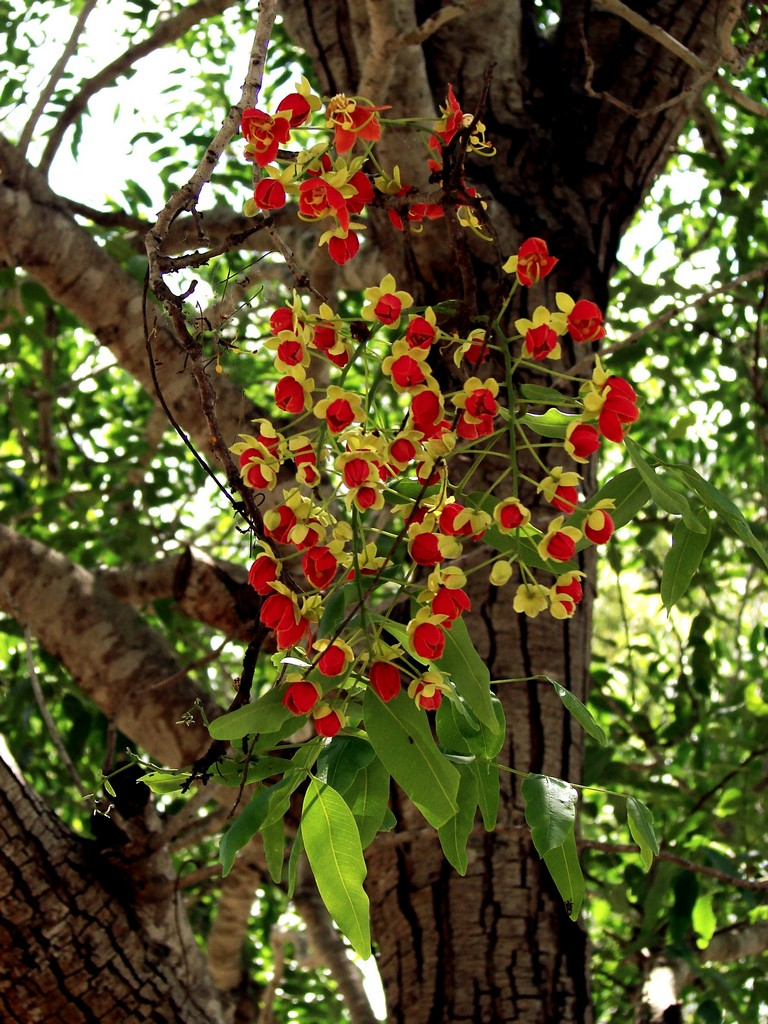
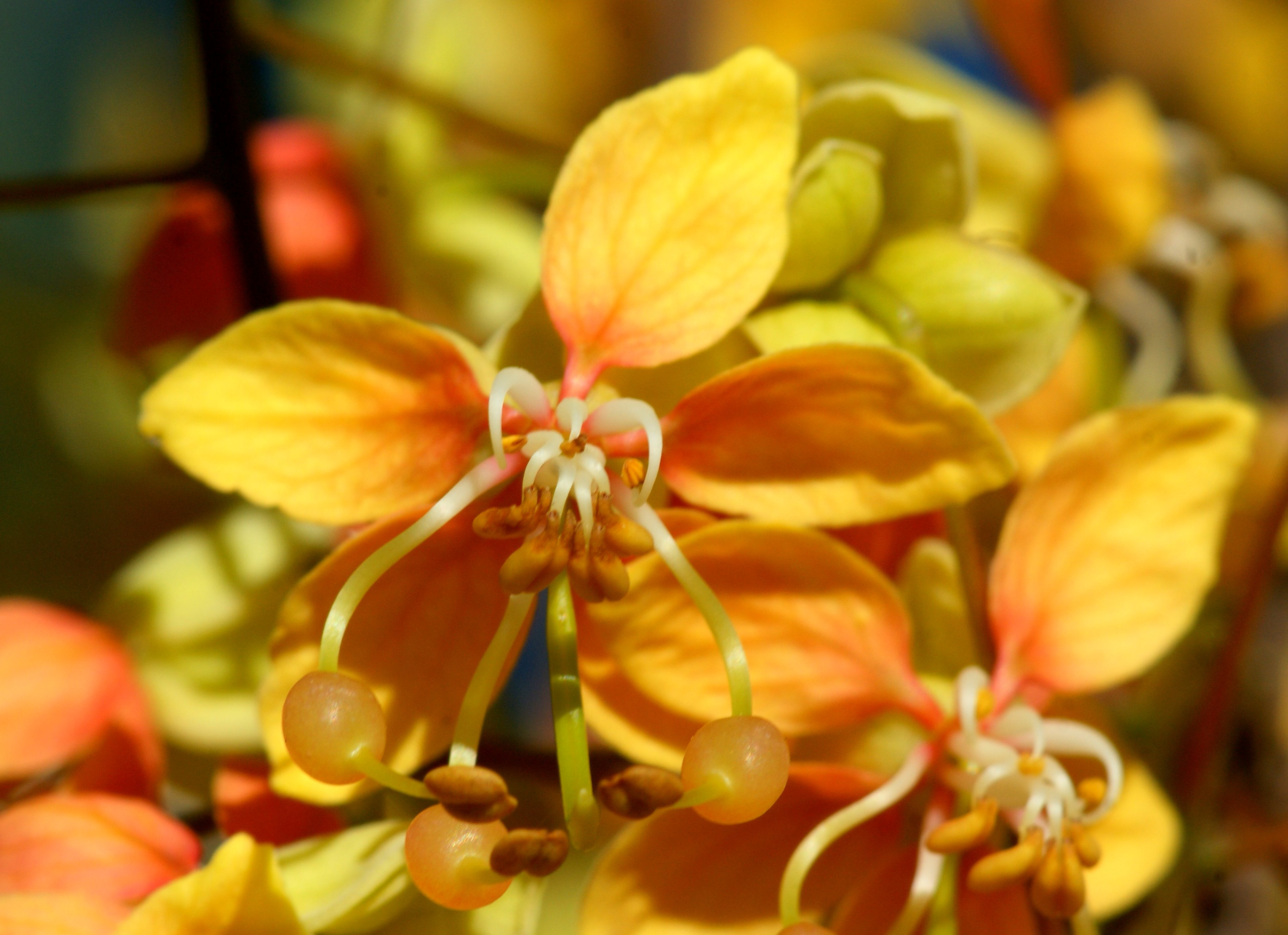
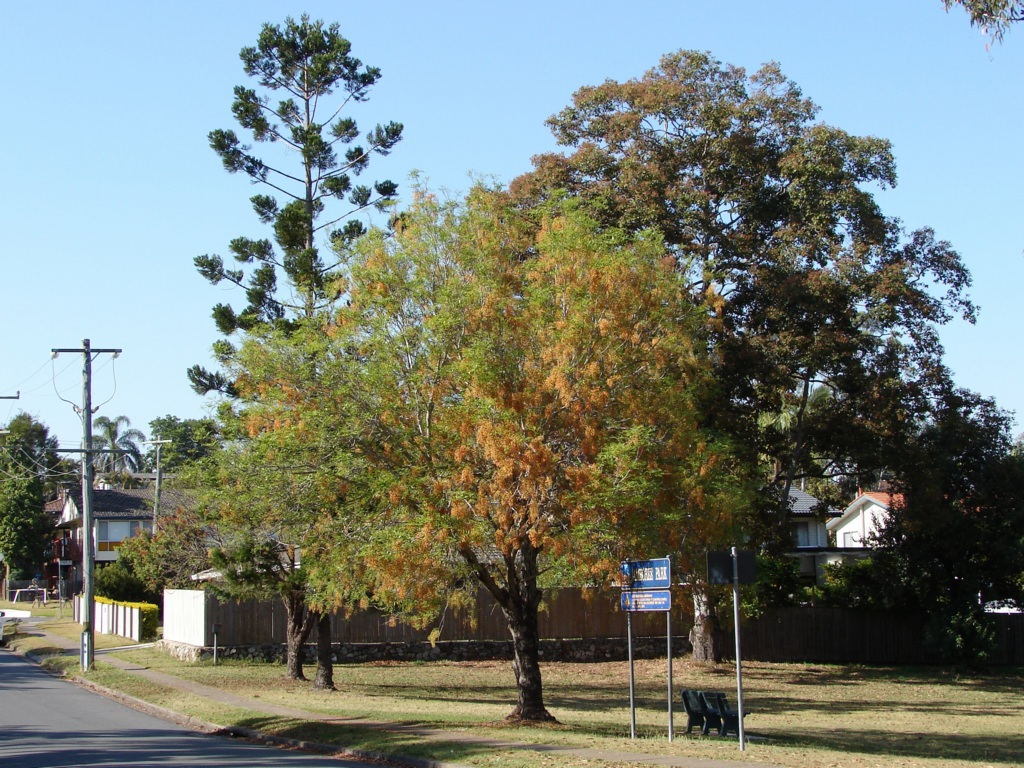
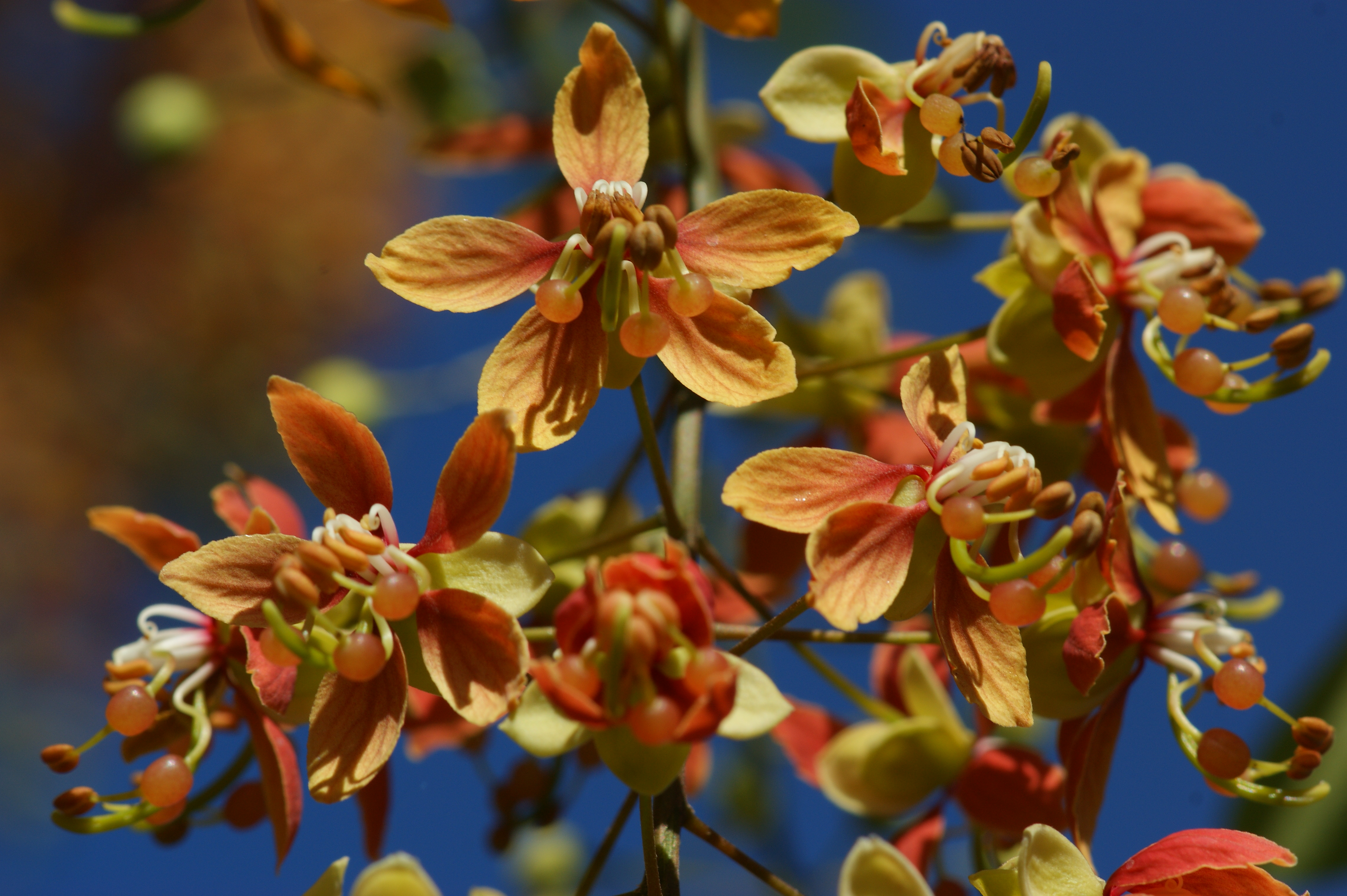